# 뻘 (영화)
"뻘"은 1991년에 개봉한 대한민국의 영화이다.

## 줄거리
미국 유학 시절에 지나의 소개로 만난 광고 사진 작가인 박무중과의 성관계를 가진 질은 자신이 에이즈 환자였다는 사실을 알고 지나에게 복수를 부탁한다. 에이즈에 감염된 지나는 동반 자살 형식의 복수를 결심하면서 박무중을 복수의 대상으로 삼았다.
박무중은 나이가 어린 주희와 사고 방식의 차이 등으로 인해 결혼을 미루고 있었지만 누드 모델 사진이 원인이 되면서 벌어진 싸움으로 인해 이별하게 된다. 지나는 허탈감에 빠져 있던 박무중의 술잔에 최음제를 넣으면서 박무중을 유혹하게 된다. 에이즈에 감염된 박무중은 에이즈에 관한 자료를 수집하고 있었지만 얼마 지나지 않아서 죽음을 앞두게 된다. 박무중은 자신이 트레이드마크처럼 사용하던 미라를 이용한 작품집을 남겨야겠다고 생각했고 옛 애인이었던 지나와 함께 마지막 작품 사진을 촬영하게 된다.

## 캐스팅
- 이영하
- 민복기
- 이정은
- 김옥경
- 무세중
- 윤일봉
- 진봉진
- 허진
- 김형자
- 김길호
- 데이비드 포트
- 니키 헤리디드
- 센 디그레이디
- 라파엘 카스틸
- 스코트 살톤
- 윌리엄 휴선
- 마이클 펠
- 맹크 아마돈
- 탐 손더슨
- 다니엘 죤슨
- 추석양
- 전영민
- 임대호
- 김상익
- 최민
- 하태석
- 전숙
- 남포동
- 장철
- 정규영
- 정영국
- 장욱
- 한주현
- 구선희
- 이종환
- 조영이
- 이수미
- 백용태
- 양재헌
- 강순열
- 박예숙
- 백승호
- 최인혜
- 김은미
- 홍종업
- 홍창진
- 한정흠
- 노영구